# Колокације
Колокација у лингвистици се односи на стереотипски спој речи, на пример: топао дочек, изазвати последице, дежурни кривац. Када колокација не дозвољава никакве измене, говори се о окамењеном или идиоматском изразу (фразеолошком обрту).
Термин колокација потиче од латинског глагола collocāre у значењу „ставити нешто заједно или поред нечега“. Термин је први користио Квинтилијан, a из реторике овај термин прелази у лингвистику 1952. године када га је употребио Ферт, оснивач британске контекстуалистичке школе.
Чланови колокације називају се колокати, један је примаран и представља основу колокације, док је други секундаран. У питању је синтагматски однос лексема, који се успоставља у линеарном низу. Способност удруживања лексеме са другим лексемама зове се колокабилност. Лексеме имају способност привлачења са одређеним типовима лексема, коју дефинише колокациони опсег. Према колокационом опсегу, лексеме се деле на: отворене (купити, возити… аутомобил), ограничене (топао, али не и врућ дочек) и везане тј. идиоме (млатити празну сламу, продавати мачку у џаку).

## Колокација као уобичајен спој речи
Један од првих критеријума које је поставио Ферт дефинишући овај термин јесте да колокација мора бити устаљен, уобичајен спој речи. Тако ће сваки Енглез израз silly ass схватити као колокацију са значењем имбецил, будала. Већина одредница из чувеног Бенсоновог Речника колокација у енглеском језику (1986) заснована је на интуицији лексикографа, а изворни говорници у стању су да препознају њихова значења такође уз помоћ интуиције и развијених лингвистичких компетенција. 
Колокације ипак нису једноставни, случајни спојеви. Комбинаторичка својства су уско повезана с колокацијама и она показују зашто се поједине речи међусобно више привлаче. Да се одређене речи чешће комбинују једне с другима може се уочити на следећем примеру: топао дочек постоји, док врућ дочек не; у српском језику једино је пример топао дочек колокација, односно уобичајен спој речи, иако су придеви топао и врућ синоними. 
Корпусна лингвистика се бави различитим статистичким анализама које имају за циљ да покажу комбинаторичка својства колокација и фреквентност речи у колокацијама. Корпусни лингвисти сматрају да је једини ваљани критеријум за одређивање и описивање колокација управо критеријум устаљености, при чему се заступа став да је јако тешко одредити нека синтаксичка или семантичка правила удруживања речи у колокације.

## Колокације и лексичка прозирност
Својство лексичке прозирности Алан Круз објашњава на примеру heavy drinker = тешка пијаница. У овом случају, енглески придев heavy не значи тежак пуно килограма, већ означава количину, односно степен конзумације алкохола. Да би колокација била разумљива, изворни говорници морају једнако добро познавати оба значења овог придева, али и знати да је само друго значење придева овде прихватљиво. Ипак, овакво објашњење није довољно, јер постоје примери колокација у којима правило лексичке прозирности није испоштовано. Ова појава се може лепо сагледати на примерима следећих енглеских колокација: public transport = јавни превоз, public baths = јавни тоалет, у значењу јавно, односно доступно свима, и public school у значењу приватна, скупа школа. У претходном примеру испоштован је критеријум устаљеног споја речи, али не и лексичке прозирности, но то не спречава да се пример public school анализира као колокација.

## Колокације и произвољност
Бенсон (1989) сматра да колокације треба дефинисати као устаљене, али арбитрарне (произвољне) спојеве речи. Произвољност колокација је од изузетног значаја у превођењу, јер преводилац мора знати шта се слободно или приближно може превести, а шта захтева велико познавање колокација страног и матерњег језика. Произвољност је критеријум који се нарочито проучава на примерима два или више језика јер оно што је произвољно у једном језику, не мора нужно бити и у другом. Дакле, у различитим језицима налазимо другачије начине стварања колокација. Ову особину можемо илустровати еквивалентним примерима из српског, шпанског и француског језика. Нашој колокацији начинити корак у потпуности одговара француска колокација faire un pas, али у шпанском језику наилазимо на глагол dar = дати употребљен у значењу начинити: dar un paso.

## Колокације и синтагме
Колокације могу бити у синтаксичкој вези, на пример глагол-објекат: донети одлуку, или придев-именица: чиста савест. Могу се наћи и у лексичкој вези, као што је случај са антонимима: живи мртвац. Ипак, дешава се да не постоји лингвистичка повезаност међу њима.
Често се поставља питање где се налази граница између синтагме и колокације, будући да се многе колокације могу анализирати и као уже синтагме. Колокација се посматра као бинарни спој речи које се међусобно привлаче и најчешће не могу заменити другим речима. Синтагма је скуп двеју или више речи окупљених око централне речи, са којом деле синтаксичку службу у реченици. 
На синтаксичком нивоу срећу се разни типови колокација које могу чинити:
1. глагол + именица: научити лекцију, платити казну
2. именица + именица у номинативу: змија отровница, птица селица
3. именица + именица у генитиву: зрно сумње, трачак наде
4. придев + именица: чврста рука, богато искуство
5. прилог + придев: лако запаљив
6. придев + придев: мртав озбиљан

## Колокације и дидактика страних језика
Познавање колокација је веома битно за правилно усвајање страног језика, те савремене методе наставе страних језика посебан значај дају учењу колокација као вишечланих конструкција. Заједнички европски референтни оквир за живе језике (2001) препоручује контекстуализовано учење нове лексике, односно речи никада не треба учити одвојено, већ у оквиру аутентичног семантичког поља. Нарочит проблем представљају вишечлане конструкције, колокације и фраземи. Задатак наставника страног језика је да ученицима посебно скрене пажњу на такве спојеве речи, као и да им помоћу различитих мнемотехничких вежби олакша њихово усвајање. Из истог разлога се при учењу колокација скреће пажња и на синонимне речи које се у датим спојевима никако не могу употребити, као у примеру извршити самоубиство, али не и обавити, урадити самоубиство.